# Verena Themsen
Verena Themsen (* 1970 in Hamburg-Fuhlsbüttel als Verena Luger) ist eine deutsche Schriftstellerin.

## Leben
Verena Themsen besuchte das Gymnasium in Neuenbürg bei Pforzheim. Nach ihrem Physik-Studium an der Universität Hamburg und der Ruprecht-Karls-Universität Heidelberg promovierte sie am Max-Planck-Institut für Kernphysik zum Thema Ein Speicherringtarget für hochpräzise Stahlprofil-Diagnose auf Basis einer magneto-optischen Atomfalle.

## Schreiben
Sie schrieb unter anderem für Elfenzeit, eine Fantasy-Serie im Club Bertelsmann, und SunQuest, eine Science-Fantasy-Serie im Fabylon Verlag von Uschi Zietsch. Für die Science-Fiction-Serie Perry Rhodan schrieb sie den Band #29 für Perry Rhodan-Action und den Band #11 für Perry Rhodan-Extra. Seit 2011 ist sie Teamautorin der Hauptreihe der Perry-Rhodan-Serie und schrieb dort zum Beispiel 2017 den Jubiläumsband #2900 „Der kosmische Erbe“, der den Genesis-Zyklus einleitete.

## Werke

### Bücher
- Elfenzeit #3: Der Quell der Nibelungen. RM Buch und Medien, Gütersloh 2008, ohne ISBN. Als Hörbuch bei Eins A Medien, Köln 2009.
- SunQuest #9: Das Sternenportal. Fabylon, Markt Rettenbach 2009, ISBN 978-3-927071-29-2. (gemeinsam mit Marc A. Herren)
- Elfenzeit #7: Wächter des Weltenbaumes. RM Buch und Medien, Gütersloh 2009, ohne ISBN.
- Elfenzeit #17: Korsar der Sieben Stürme. RM Buch und Medien, Gütersloh 2010, ohne ISBN. (gemeinsam mit Jana Paradigi)
- Die falsche Welt. Bastei Lübbe, Köln 2016, ISBN 978-3-404-20866-1. (gemeinsam mit Andreas Eschbach, auf Grundlage der Perry-Rhodan-Hefte 2812 bis 2815)

### Heftromane
Alle Heftromane erschienen im Pabel-Moewig Verlag, Rastatt.

#### Perry Rhodan Action
- 29: Das Wanderer-Backup (2009)

#### Perry Rhodan Extra
- 11: Galaktisches Garrabo (2010)

#### Perry Rhodan (seit 2011)
- 2605: Die Planetenbrücke (2011)
- 2618: Flucht von der Brückenwelt (2011)
- 2644: Die Guerillas von Terrania (2012)
- 2658: Die Stunde des Residenten (2012)
- 2672: Kosmische Agonie (2012)
- 2719: Enterkommando GOS' TUSSAN (2013)
- 2744: An Arkons Wurzeln (2014)
- 2763: Mondlicht über Naat (2014)
- 2780: Haluts Weg (2014)
- 2814: Im Netz der Kyberspinne (2015)
- 2815: Der letzte Kampf der Haluter (2015)
- 2856: Spiegeljunge (2016)
- 2871: Die Sextadim-Späher (2016)
- 2881: Angriff der Gynli (2016)
- 2889: Im Kerker des Maschinisten (2016)
- 2900: Das kosmische Erbe (2017)
- 2915: In Arkons Schatten (2017)
- 2931: Kampf um Quinto-Center (2017)
- 2948: Sunset City (2018)
- 2972: Invasion der Geister (2018)
- 2981: Im Bann der Erkenntnis (2018)
- 3011: Habitat der Träume (2019)
- 3024: Der Geist von Hellgate (2019)
- 3038: Weltenenden (2019)
- 3057: Thantur-Lok brennt (2020)
- 3069: Prinzessin in Not (2020)
- 3077: Unter dem Weißen Schirm (2020)
- 3143: Paradies entführt! (2021)
- 3153: Blitzreiterin (2022)
- 3211 gemeinsam mit Robert Corvus: Hüter der Schönheit (2023)

#### Perry Rhodan Neo
- 46: Am Rand des Abgrunds (2013)

#### Perry-Rhodan-Miniserie: Arkon
- 10: Hüter der Gedanken (2016)